# Adrian Czerwonka
Adrian Czerwonka (ur. 30 marca 1981 w Tomaszowie Mazowieckim) – polski koszykarz. występujący na pozycji niskiego skrzydłowego.

## Osiągnięcia
Awans do PLK z Siarką Tarnobrzeg (2010), Górnikiem Wałbrzych (2007) oraz z Turowem Zgorzelec (2004).